# Frederick Lau
Frederick Lau (* 17. August 1989 in West-Berlin) ist ein deutscher Schauspieler. Er ist Grimme-Preisträger und zweimaliger Gewinner des Deutschen Filmpreises.

## Privatleben
Frederick Lau wuchs in Berlin-Steglitz auf und lebt noch heute dort.
Lau besuchte zunächst das Berliner Fichtenberg-Gymnasium. Da er als Nachwuchsschauspieler bereits im Alter von zehn Jahren vor der Kamera stand, musste er aufgrund vieler Abwesenheitszeiten später die Schule wechseln. An einer privaten Schule machte er die mittlere Reife. Mit 16 bezog er seine erste eigene Wohnung.
Seit September 2013 ist er mit Annika Kipp liiert; 2015 heiratete das Paar. Sie haben drei gemeinsame Kinder.
Lau ist mit seinem Schauspielerkollegen Kida Khodr Ramadan befreundet. 2018 erschien bei Ullstein extra ihr gemeinsames Buch Zusammen sind wir Könige. Was Männer zu Freunden macht.

## Karriere
1999 bewarb er sich erstmals für eine Filmrolle. Anfangs wurde er von der Agentur Gesichter betreut, inzwischen ist er bei Players. Den Durchbruch als Schauspieler ebnete dem ehemaligen Berliner Judomeister die Rolle des durchsetzungsschwachen Schülers Tim in Dennis Gansels Literaturverfilmung Die Welle. Für diese Leistung erhielt er den Deutschen Filmpreis als bester Nebendarsteller. 2015 erhielt er abermals den Deutschen Filmpreis, diesmal als bester Hauptdarsteller in Victoria.

## Filmografie (Auswahl)

### Kinofilme
- 2001: Drei Stern Rot
- 2002: Der Brief des Kosmonauten
- 2003: Das fliegende Klassenzimmer
- 2004: Bibi Blocksberg und das Geheimnis der blauen Eulen
- 2004: Bergkristall
- 2004: Der verzauberte Otter
- 2004: Wer küsst schon einen Leguan?
- 2005: Unkenrufe – Zeit der Versöhnung
- 2008: Die Welle
- 2008: Freischwimmer
- 2008: Die Entdeckung der Currywurst
- 2009: Die Gräfin
- 2009: Was du nicht siehst
- 2010: Picco
- 2012: Türkisch für Anfänger
- 2012: Oh Boy
- 2012: Das Leben ist nichts für Feiglinge
- 2012: Ummah – Unter Freunden
- 2013: Sein letztes Rennen
- 2014: Nicht mein Tag
- 2014: Coming In
- 2014: Wir waren Könige
- 2015: Outside the Box
- 2015: 3 Türken und ein Baby
- 2015: Victoria
- 2015: Traumfrauen
- 2015: Tod den Hippies!! Es lebe der Punk
- 2016: Schrotten!
- 2016: Seitenwechsel
- 2016: Zoomania (Synchronsprecher)
- 2016: Wie Männer über Frauen reden
- 2016: Pets (Synchronsprecher)
- 2016: SMS für Dich
- 2016: Das kalte Herz
- 2017: Simpel
- 2017: Der Hauptmann
- 2017: Gutland
- 2018: Spielmacher
- 2018: Wuff – Folge dem Hund
- 2019: Pets 2 (Synchronsprecher)
- 2019: Sweethearts
- 2019: Dem Horizont so nah
- 2019: Das perfekte Geheimnis
- 2020: Nightlife
- 2020: Betonrausch
- 2020: Man from Beirut
- 2020: In Berlin wächst kein Orangenbaum
- 2021: Generation Beziehungsunfähig
- 2022: Wolke unterm Dach[4]
- 2023: One for the Road[5]
- 2024: Chantal im Märchenland

### Fernsehfilme
- 2000: Die Polizistin
- 2001: Jonathans Liebe
- 2001: Wie angelt man sich einen Müllmann?
- 2002: Kleeblatt küsst Kaktus
- 2003: Rotlicht – Im Dickicht der Großstadt
- 2004: Sterne leuchten auch am Tag
- 2005: Neger, Neger, Schornsteinfeger!
- 2005: Die Mauer – Berlin ’61
- 2006: An die Grenze
- 2007: Liebling, wir haben geerbt!
- 2007: Ein spätes Mädchen
- 2007: Wie verführ’ ich meinen Ehemann
- 2009: Ein Dorf schweigt
- 2010: Neue Vahr Süd
- 2010: Go West – Freiheit um jeden Preis
- 2010: Laconia, Zweiteiler
- 2011: Stankowskis Millionen
- 2012: Kreutzer kommt … ins Krankenhaus
- 2014: Nichts für Feiglinge
- 2014: Ein todsicherer Plan
- 2014: Bornholmer Straße
- 2015: Starfighter – Sie wollten den Himmel erobern
- 2015: Nachspielzeit
- 2015: Mordkommission Berlin 1
- 2018: Nachtschicht – Es lebe der Tod
- 2020: Charlotte Link – Die Entscheidung
- 2022: Stadtkomödie – Der weiße Kobold (Fernsehreihe)
- 2025: Brick

### Fernsehserien
- 1999: Achterbahn – Der große Bruder
- 2001: Doppelter Einsatz Berlin – Wehe dem, der liebt
- 2001: Dr. Sommerfeld – Neues vom Bülowbogen – Ein Dream-Team
- 2002: Der Tod ist kein Beinbruch – Der Opa
- 2002: Fremde Kinder – Schlangen im Feuer (Synchronsprecher)
- 2003–2004: Stefanie – Eine Frau startet durch
- 2003: Vorsicht – keine Engel! – Handy-Fieber
- 2004: Polizeiruf 110 – Die Mutter von Monte Carlo
- 2004: SOKO Leipzig – Glückliche Familie
- 2005: Schloss Einstein (Folgen 341–343)
- 2005: SOKO Köln – Heckenschütze
- 2005: Unsere 10 Gebote – Gebot 2: Du sollst den Namen des Herrn, deines Gottes, nicht missbrauchen
- 2006: Der Kriminalist – Totgeschwiegen
- 2007: Tatort – Bevor es dunkel wird
- 2008: Tatort – Müll
- 2009: Doctor’s Diary (Gastdarsteller)
- 2009: Notruf Hafenkante – Knock out
- 2009: Der Lehrer (Gastdarsteller)
- 2010: DIE SNOBS – Sie können auch ohne Dich
- 2011: Tatort – Eine bessere Welt
- 2011: Kommissar Stolberg – Zwischen den Welten
- 2012: Wilsberg: Halbstark
- 2012: Tatort – Der Wald steht schwarz und schweiget
- 2013: Löwenzahn – Käse, Das geheime Rezept
- 2016–2018: Blockbustaz (4 Folgen)
- 2016: Tempel (2 Folgen)
- 2017: 4 Blocks (6 Folgen)
- 2022: Die Discounter (1 Folge)
- 2023: German Genius (1 Folge)
- 2023: Asbest (5 Folgen)
- 2024: Crooks (8 Folgen)
- 2024–2025: Testo (13 Folgen)

### Kurzfilme, Musikvideos
- 2008: Oliver Pocher – Bringt ihn heim (Musikvideo)
- 2011: Hotel Desire (Kurzfilm)
- 2013: Maxim – Meine Soldaten (Musikvideo)
- 2013: B-Tight – Die Zeit heilt nichts (Musikvideo, mit Annika Lau)
- 2013: Maxim – Rückspiegel (Musikvideo)
- 2014: Adesse feat. Sido – Elektrisch (Musikvideo, mit Annika Lau)
- 2014: Sido, Cro, MoTrip, Celo & Abdi, Prinz Pi, Afrob, Olli Banjo, Bartek Nikodemski, Teesy & Megaloh – Riskier Alles (Musikvideo)
- 2017: Marteria – Antimarteria
- 2018: Lary, MoTrip – Sand (Musikvideo)
- 2018: Roast Apple – Pretty Lady (Musikvideo)
- 2025: SSIO — Alles oder Nix (Musikvideo)

## Hörspiele
- 2008: Dirk Josczok: Easy Money (WDR)
- 2012: Benedict Wells: Fast genial (WDR)

## Werke
- Frederick Lau, Kida Khodr Ramadan, Nana Heymann: Zusammen sind wir Könige. Was Männer zu Freunden macht. Ullstein extra, Berlin 2018, ISBN 978-3-86493-066-9.

## Auszeichnungen
- 2004: Kinderfernsehpreis EMIL für sein Spiel im TV-Drama Wer küsst schon einen Leguan?
- 2005: Goldener Spatz als bester Darsteller für Wer küsst schon einen Leguan?[6]
- 2008: Deutscher Filmpreis in der Kategorie Bester Nebendarsteller für Die Welle
- 2008: Undine Award als Bester jugendlicher Charakterdarsteller in einem Kinospielfilm für Die Welle
- 2011: Grimme-Preis für Neue Vahr Süd (als Hauptdarsteller)
- 2011: Bayerischer Fernsehpreis in der Kategorie Bester Hauptdarsteller für Neue Vahr Süd
- 2011: Deutscher Comedypreis in der Kategorie Beste TV-Komödie für Neue Vahr Süd (als Hauptdarsteller)
- 2015: Deutscher Hörbuchpreis – Bester Interpret für Es bringen von Verena Güntner[7]
- 2015: Deutscher Filmpreis in der Kategorie Bester Hauptdarsteller für Victoria
- 2017: Deutsche Akademie für Fernsehen: Auszeichnung in der Kategorie Bester Hauptdarsteller für 4 Blocks
- 2018: Bayerischer Filmpreis 2017: Darstellerpreis zusammen mit David Kross für Simpel[8]

## Sonstiges
Das Fußballmagazin 11 Freunde setzte sich 2023 kritisch mit dem Werbeengagement Laus und anderer Prominenter für private Wettanbieter auseinander.